# Open Sesame (Leila K-dal)
Az Open Sesame című dal a svéd Leila K 1992-ben megjelent nagy sikerű kislemeze a Carousel albumról.
A dal számos országban slágerlistás helyezés volt 1993-ban, úgy mint Top 10-es Ausztriában, Belgiumban, Finnországban, Németországban, Olaszországban, Hollandiában, Spanyolországban, és Svájcban is. A dalt Daisy Dee is feldolgozta, valamint 1999-ben a dalt újra mixelték.

## Megjelenések
CD Maxi Európa  Polydor 863 969-2 

12" Németország  Polydor 863 969-1
1. Open Sesame (Radio Edit) - 3:24
2. Open Sesame (Long Version) - 8:43
3. Open Sesame (Instrumental) - 4:00

12" Final Exit Remix Németország  Polydor 861 599-1
1. Open Sesame (FinaL Exit Mix) - 5:34
2. Open Sesame (Last Exit Mix) - 4:22
3. Open Sesame (Plutonic Mix) - 6:58

CD Maxi promo '99 version Dánia  Mega LKPROMO 1
1. Open Sesame (X-2000 Radio)- :43
2. Open Sesame (X-2000 Extended)- 6:49
3. Open Sesame (Fix & Trix Extended)- 8:17
4. Open Sesame (Soundfreak Remix)- 3:53
5. Open Sesame (Sezams Uber Alles Remix)- 4:53
6. Open Sesame (Fatz-Jr Remix) - 4:53
7. Open Sesame (Original Full Length Version)- 8:49

## Slágerlisták
| Slágerlista (1992/93)         | Legmagasabb helyezés |
| ----------------------------- | -------------------- |
| (Ö3 Austria Top 40)           | 5                    |
| (VRT Top 30 Flanders)         | 1                    |
| (Suomen virallinen lista)     | 9                    |
| (Media Control Charts)        | 5                    |
| (IRMA)                        | 13                   |
| (FIMI)                        | 3                    |
| Hollandia (Top 40)            | 2                    |
| (AFYVE)                       | 6                    |
| (Sverigetopplistan)           | 21                   |
| (Schweizer Hitparade)         | 4                    |
| (The Official Charts Company) | 23                   |